# ファースト・ネーション

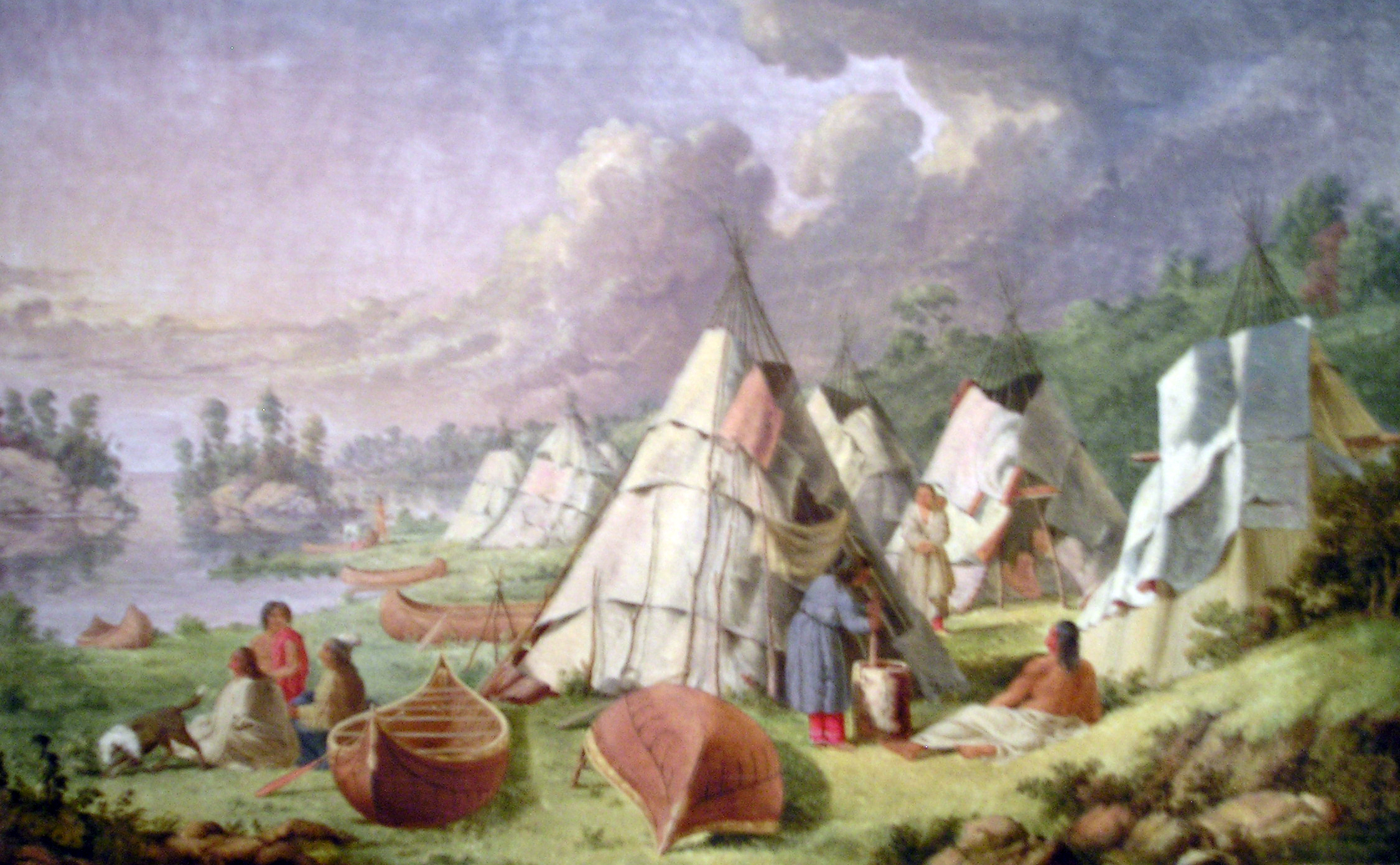
オジブワ族を描いた絵画

ファースト・ネーション（カナダ英語: First Nations）は、カナダに住んでいる先住民のうち、イヌイットもしくはメティ以外の先住民族のことである。カナダにおいてはイヌイット、メティと並んで、カナダ1982年憲法法第35項において先住民としての権利が確認されている３つの主要な先住民族グループの一つである。
現在、カナダには50を超える民族に50種の固有言語を有する、630を超えるファースト・ネーションの共同体が存在し、人口は2021年の国勢調査によれば1,048,405人で、カナダの先住民人口（1,807,250人）の58％にあたる。ファースト・ネーションの約80％がカナダ西部のブリティッシュコロンビア州、アルバータ州、サスカチュワン州、マニトバ州及びオンタリオ州に居住しており、特にマニトバ州及びサスカチュワン州では州人口の10％以上がファースト・ネーションである。
カナダの雇用均等法の下でファースト・ネーションを含む先住民は、女性やヴィジブル・マイノリティー（肌の色から判断できる少数派人種、つまり白人以外の人種）または身体および精神障害者と並び「雇用公正の必要な人々（Employment Equity Groups）」と認定されている。また、同法及びカナダ統計局の要件として、ファースト・ネーションを含むカナダ先住民はヴィジブル・マイノリティーには含めず「Indigenous Peoples / Aboriginal Peoples」と別に定義されている。

## 呼称
「インディアン」という呼称は、カナダ連邦政府がファースト・ネーションを管理する目的で1876年に成立施行された「インディアン法」が現存し続けていることから現在も法律上使用されることがあるが、多くのファースト・ネーションの人々はこの「インディアン（Indians）」という呼称が誤称であり植民地支配と人種差別の歴史を想起させる差別語として捉えており、1970年代からは「ファースト・ネーション」という呼称がカナダの先住民及び非先住民によって一般的に使用されている。また従来の「バンド」の言い換えとして「ファースト・ネーションズ First Nations」の名称が広く使用されている。
アメリカ合衆国政府が使用するネイティブ・アメリカン（Native American）と言う用語はカナダで使用されることは決してない。その理由は、これがアメリカ合衆国内に居住する先住民を指すとされるからである。また同様の呼称としてのネイティブ・カナディアン （Native Canadian）という用語は一般的には使用されない。単にネイティブと呼ばれる場合もある（カナダにおけるフランス語ではオゥトクトンヌ（autochtones））。

## 現状
ファースト・ネーションは、カナダに根強く残る植民地支配と人種差別の被害を受ける対象である。2010年1月14日、国連が、先住民と非先住民の寿命の違いに関する調査結果を公表した。ファースト・ネーションは、イヌイットもしくはメティと共に、非先住民との寿命の開きが17年ほどあるとされている。国連は先住民に対して、経済・社会・文化における権利がいまだに限定されている可能性を指摘している。

## 主なファースト・ネーション
- ディネ
- グウィッチン
- トリンギット
- ギックサン族
- クワキウトル族
- チルコーティン
- ニスガ族
- ヌートカ族
- オジブワ
- アティカメク
- ミクマク
- アティカメク
- アルゴンキン族
- クリー
- ハイダ族
- ブラックフット族
- シュスワップ族（英語版）